# Deanne Bray
Deanne Bray (Los Angeles, 14 mei 1971) is een Amerikaans actrice. Ze is in Nederland vooral bekend van haar rol als Sue Thomas, de dove FBI-agente in de televisieserie Sue Thomas: F.B.Eye.
Bray is volledig doof aan haar rechteroor en heeft een gehoorverlies van 78 dB aan haar linkeroor. Ze kan liplezen, beheerst ASL (American Sign Language) en spreekt vloeiend Engels. Ze beschouwt zichzelf als een tweetalig persoon. Haar ouders hebben haar van jongs af aan gestimuleerd zowel te leren spreken en liplezen als gebarentaal te leren, waardoor Bray zowel in de dovenwereld als in de "horende" wereld goed uit de voeten kan.
Bray acteerde in onder meer CSI, Heroes, Diagnosis Murder en Ellen.